# 卡爾德龍山
40°4′40″N 1°5′33″W / 40.07778°N 1.09250°W

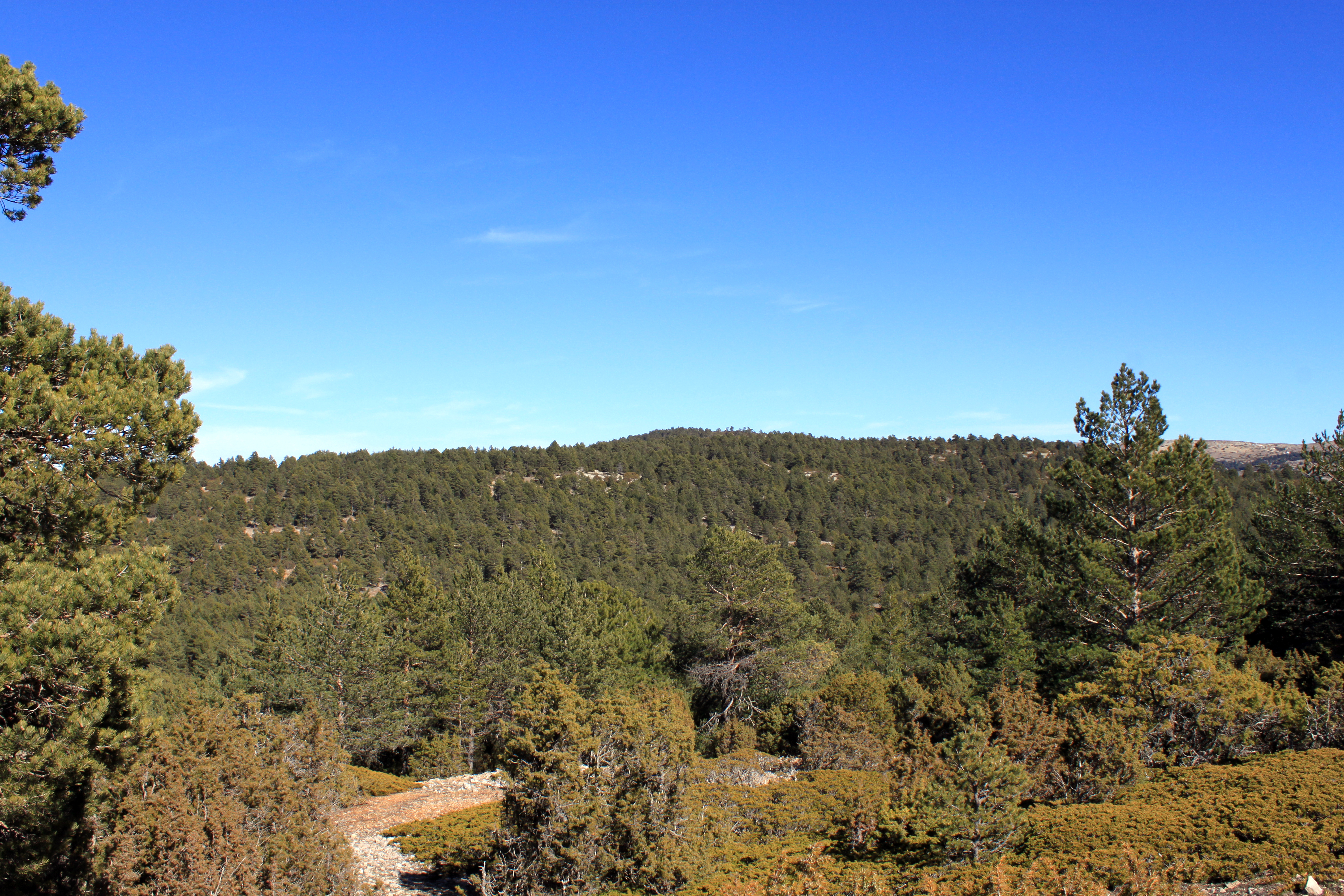

卡爾德龍山是西班牙的山峰，位於該國東部巴倫西亞自治區巴倫西亞省，處於聖米格爾鎮，屬於伊比利亞山脈中哈瓦蘭布雷山脈的一部分，海拔高度1,838米。